# Военно-технический институт имени Хосе Марти
Военно-технический институт имени Хосе Марти (исп. Instituto Técnico Militar José Martí) — военное учебное заведение Республики Куба. Находится в столичном районе Марьянао.

## История
После победы Кубинской революции в январе 1959 года началось создание новых вооружённых сил. Проблема подготовки технических кадров для вооружённых сил и гражданского сектора экономики страны в это время стояла крайне остро, так как часть технических специалистов эмигрировала. В это же время США прекратили сотрудничество с правительством Ф. Кастро и стремились воспрепятствовать получению Кубой помощи из других источников, а также ввели санкции против Кубы.
В ходе создания единой государственной системы образования в 1961 году религиозные образовательные учреждения были закрыты, здание столичного колледжа иезуитов было национализировано, а затем передано в ведение министерства революционных вооружённых сил Кубы, в феврале 1967 года в нём был открыт военно-технический институт.
За многолетний вклад в образование и успехи в подготовке специалистов в 1987 году институту было присвоено почётное наименование "имени Хосе Марти", а в 2007 году он был награждён орденом "Antonio Maceo".

## Современное состояние
Институт готовит специалистов по 12 основным техническим специальностям (инженеров-механиков по обслуживанию авиатехники, радиотехников и др.). Обучаются как мужчины, так и женщины, ежегодный выпуск составляет около 300 человек.
Трёхэтажное здание института (бывшее здание колледжа ордена иезуитов, спроектированное в начале 1920-х годов и построенное в 1923-1925 годы фирмой "Ingenieros y Arquitectos Morales y Co") является памятником архитектуры (с 8 мая 1996 года).